# Gatineau
Gatineau è una città del Canada, situata nella parte occidentale della provincia del Québec, nella cosiddetta "Regione della Capitale Nazionale", a brevissima distanza da Ottawa, dalla quale è divisa dall'omonimo fiume. Ottawa e Gatineau, a livello di censimento, formano un'unica entità metropolitana, malgrado esse appartengano amministrativamente a due province differenti (Ontario la prima, Québec la seconda).

## Geografia
Gatineau è figlia di un processo di amalgamazione spontanea di cinque città a nord del fiume Ottawa: Hull, Gatineau, Aylmer, Buckingham e Masson-Angers. In particolare, la vecchia città di Gatineau, a sua volta figlia di un'ulteriore amalgamazione avvenuta nel 1975, era la maggiore di queste, sia in termini di superficie che di popolazione.
Nel 2002, il governo provinciale - retto all'epoca dal Parti Québécois - procedette all'ufficiale accorpamento di diverse municipalità, incluso quello delle cinque di cui sopra; si decise di chiamare la nuova città col nome di Gatineau, in quanto ritenuto quello maggiormente rappresentativo della regione. La gran parte degli abitanti di Gatineau vive negli agglomerati urbani di Gatineau vecchia, Hull e Aylmer.
A differenza della vicina Ottawa, dove l'inglese è la lingua principale, parlata da oltre il 60% degli abitanti, Gatineau è fondamentalmente francofona, in quanto l'87% degli abitanti ha dichiarato di usare il francese come prima lingua.
Gatineau, per via della sua prossimità geografica alla capitale canadese Ottawa e del suo status di città principale della regione quebecchese dell'Outaouais, è sede di numerosi uffici federali e provinciali. È anche sede dell'Università del Québec nell'Outaouais, del Canadian Museum of Civilization (il museo più visitato in Canada), e di un casinò. A Gatineau ha anche sede un aeroporto minore, destinato essenzialmente ad aerei di piccole dimensioni.

## Storia

### Fondazione
L'attuale città di Gatineau è centrata nel quartiere di Hull. Esso è il più antico insediamento coloniale europeo dell'Ontario, tuttavia l'area non è stata sostanzialmente sviluppata fino a dopo la guerra d'indipendenza americana, quando la corona concesse terre ai lealisti per il reinsediamento nell'Alto Canada.
Hull venne fondata sulla sponda settentrionale del fiume Ottawa nel 1800 dal colono statunitense Philemon Wright, vicino alle cascate Chaudière, appena a monte dalla confluenza dei fiumi Gatineau e Rideau con il fiume Ottawa. Wright portò la sua famiglia, altre 5 famiglie e 25 lavoratori, dal Massachusetts, per fondare una comunità agricola. Subito dopo essersi stabiliti qui, Wright e la sua famiglia, approfittarono della grande quantità di legname e avviarono il fruttuoso commercio del fiume Ottawa. L'insediamento originale si chiamava Wrightstown e solo in seguito fu ribattezzato Hull. 

### Sviluppo
Nel 1820, prima che arrivassero in gran numero immigrati dall'Irlanda e dalla Gran Bretagna, Hull aveva una popolazione di 707 abitanti, di cui 365 uomini, 113 donne e 229 bambini. L'alto numero di uomini era legato ai lavoratori del commercio di legname. Nel 1824 c'erano 106 famiglie e 803 persone. Durante il resto degli anni 1820 la popolazione di Hull raddoppiò, con l'arrivo di immigrati protestanti dall'Ulster, attuale Irlanda del Nord. Nel 1851 la popolazione della contea era di 11.104 abitanti, di cui 2.811 vivevano a Hull, in confronto Bytown (Ottawa) ne aveva di 7.760.
Nella cittadina arrivarono poi anche i franco-canadesi, tanto che la loro proporzione sulla popolazione aumentò dal 10% nel 1850, al 50% nel 1870 e al 90% nel 1920. 
Il fiume Gatineau, come il fiume Ottawa, era una risorsa di trasporto base per i draveurs, travi in legno che trasportavano tronchi attraverso i fiumi dai campi di legname alle destinazioni a valle. Tuttavia le ultime attività dei draveurs su questi fiumi si concluse pochi anni dopo.
Nulla rimane dell'insediamento originario di Hull del XIX secolo, poiché centro di Vieux-Hull fu distrutto da un incendio distruttivo nel 1900. Esso distrusse anche l'originale Pont des Chaudières, che fu ricostruito per unire Ottawa e Hull a Victoria Island.
Negli anni 1940, durante la seconda guerra mondiale, Hull, insieme a varie altre regioni del Canada, fu sede di campi di prigionia. Il campo di Hull era identificato solo da un numero, così come le altre prigioni di guerra del Canada, i prigionieri erano organizzati per nazionalità e status civile o militare, essi erano per lo più cittadini italiani e tedeschi, detenuti dal governo come potenziali minacce per la nazione durante la guerra. Come risultato della crisi della coscrizione del 1944, anche i canadesi che avevano la coscrizione rifiutata furono internati nel campo. I prigionieri dovevano svolgere lavori pesanti, che includevano l'agricoltura e la falegnameria. 
Durante gli anni 1970 e l'inizio degli anni 1980 il vecchio centro in decadenza di Hull fu riqualificato: I vecchi edifici furono demoliti e sostituiti da una serie di grandi complessi di uffici, inoltre circa 4.000 residenti furono sfollati e molte attività commerciali furono sradicate lungo quella che un tempo era la principale area commerciale della città. 
L'11 novembre 1992, Ghislaine Chénier, sindaco ad interim della città di Hull, ha inaugurato il War Never Again, una stele di marmo che commemora il costo della guerra per uomini, donne e bambini di Hull.

## Cultura
Musei:
- Canadian Museum of Civilization

## Economia
A Gatineau si trovano numerosi uffici governativi, ciò è dovuto sia alla sua vicinanza alla capitale Ottawa che al ruolo di Gatineau all'interno della regione Outaouais. 
La politica del governo federale di distribuire i posti governativi su entrambi i lati del fiume Ottawa ha portato alla costruzione di numerosi uffici federali al centro di Gatineau, i più grandi sono Place du Portage e Terrasses de la Chaudière che occupano una parte del centro città.

## Istruzione
La città ospita un campus dell'Università del Québec, conosciuto come Università del Québec in Outaouais.
È inoltre sede di due collegi provinciali giovanili, il francofono Cégep de l'Outaouais e l'anglofono Heritage College. C'è anche il collegio privato giovanile Nouvelles-Frontières situato nel sito amministrativo di UQO.
Anche l'Università Autonoma Nazionale del Messico(UNAM) ha un campus a Gatineau.

## Amministrazione

### Gemellaggi
- Villeneuve-d'Ascq